# Marketing societal
O marketing societal surgiu como uma evolução da orientação para o cliente nas empresas. Estas começaram a agregar a questão da responsabilidade social como um dos aspectos fundamentais na sua gestão.
Esta abordagem é impulsionada pela tomada de consciência por parte do consumidor do impacto que o consumo pode gerar na sociedade quando considera apenas uma visão de curto prazo. Poluição, desperdício de recursos e condições sub-humanas da mão de obra nas empresas passaram a influenciar o consumidor no processo de decisão de compra de um produto.
Uma questão que frequentemente emerge neste assunto é o quão verdadeira é esta orientação de marketing societal: existe apenas porque o mercado exige ou decorre de uma convicção verdadeira do empreendedor?
Marketing Societal segundo Kotler:
… a tarefa da organização é determinar as necessidades, os interesses e os desejos dos mercados-alvo, e oferecer as satisfações desejadas mais eficaz e eficientemente do que a concorrência, de uma maneira que preserve ou melhore o bem-estar do consumidor e da sociedade.
Resta saber se a adoção desses conceitos gera atitudes positivas e compra.

## Os Tipos de Marketing Societal
Para Melo Neto e Froes (1999, p. 156), existem dois objetivos para as organizações exercerem projetos sociais: o primeiro seria a filantropia empresarial e o segundo seria o desenvolvimento de estratégias de marketing com base nas ações sociais.
As ações de filantropia podem ser caracterizadas por doações para campanhas sociais, prêmios para pessoas carentes, doações de produtos fabricados pela própria empresa, doação de dinheiro para entidades beneficentes. Isto vem a ser marketing social, cujas principais modalidades são:
- Marketing da filantropia;
- Marketing das campanhas sociais;
- Marketing de patrocínio de projetos sociais;
- Marketing de relacionamento com base em ações sociais;
- Marketing de promoção social do produto e da marca.

### Marketing da Filantropia
O Marketing da Filantropia é o ato da empresa doar parte de seus lucros para os programas sociais do governo ou para a sociedade civil. Outro modo de marketing por filantropia seria a criação de fundações próprias por parte das empresas.
Como exemplos de filantropia e para entender como ela atinge a sociedade internacional segundo Melo Neto e Froes (1999, p. 157), pode ser expressa pela ação da Microsoft "… que doou US$ 200 milhões para abastecer bibliotecas públicas americanas com softwares educacionais.", ou nacionalmente falando dos projetos do Citibank onde a empresa doou computadores para as crianças da favela da Rocinha, na cidade do Rio de Janeiro. "O objetivo é dotar as bibliotecas, instaladas em diversas favelas, com computadores, facilitando a consulta de dados e a aprendizagem de usos e aplicações do equipamento na educação.".

### Marketing das Campanhas Sociais
Esta atividade vem a ser o ato de patrocinar campanhas sociais, como exemplo podemos citar as campanhas de solidariedade a jovens e minorias carentes, ou campanhas em benefício às crianças, aos adolescentes, a favor do desarmamento, etc. Esse tipo de marketing social apela ao emocional da população, onde o principal meio de transmissão é a televisão.

### Marketing de Patrocínio dos Projetos Sociais
Segundo Melo Neto e Froes (1999, p. 160), existem dois tipos de patrocínio de projetos sociais: o primeiro caso é o patrocínio de projetos sociais de terceiros, onde "temos as empresas que atuam em parceria com os governos no financiamento de suas ações sociais. São exemplos todas as empresas que contribuem e atuam como parceiras nos programas da Comunidade Solidária, do governo federal…", o segundo caso é o patrocínio de projetos sociais próprios, onde "temos aquelas empresas que, através de seus institutos e fundações sociais, criam seus próprios projetos e os implementam com recursos próprios.".

### Marketing de Relacionamento com Base em Ações Sociais
Este é o tipo de marketing em que a empresa utiliza o seu próprio capital humano para divulgar e alertar seus clientes dos serviços sociais prestados a comunidade. As principais características desta modalidade são: o estreitamento no relacionamento com seus clientes; ênfase na questão de serviços do tipo aconselhamento, orientações médicas e educacionais; fidelização dos clientes; etc..

### Marketing de Promoção Social do Produto e da Marca
Este marketing consiste no licenciamento do nome de um projeto social do governo ou do nome de uma entidade sem fins lucrativos para uma empresa em troca de uma porcentagem do faturamento.
Através deste marketing a empresa agrega valor a sua marca, aumentando assim a venda de seus produtos relacionados aos projetos ambientais. Estas práticas são observadas principalmente nas empresas de cartão de crédito.